# Diferència simètrica
En la matemàtica, s'anomena diferència simètrica de dos conjunts el conjunt format pels elements que estan en cadascun dels dos conjunts, però no en ambdós alhora. Aquesta operació és la interpretació dins la teoria de conjunts de l'operació de disjunció exclusiva (XOR) provinent de la lògica binària. La diferència simètrica dels conjunts A i B s'acostuma a denotar {\displaystyle A{\mathbin {\Delta }}B}.
Per exemple, la diferència simètrica dels conjunts {1, 2, 3} i {3, 4} és {1, 2, 3} Δ {3, 4} = {1, 2, 4}. La diferència simètrica del conjunt d'estudiants i el conjunt de dones està compost pels estudiants masculins i les dones que no estudien.
La diferència simètrica es pot expressar de les següents maneres:
- És la reunió de les dues diferències, és a dir, {\displaystyle A{\mathbin {\Delta }}B=(A\setminus B)\cup (B\setminus A)}.
- És la diferència entre la unió dels dos conjunts i la seva intersecció {\displaystyle A{\mathbin {\Delta }}B=(A\cup B)\setminus (A\cap B)}.
- Els elements que compleixen la disjunció exclusiva (⊕) de pertànyer A i B: {\displaystyle A{\mathbin {\Delta }}B=\{x:(x\in A)\oplus (x\in B)\}.}

La diferència simètrica és commutativa i associativa:
{\displaystyle A\,\Delta \,B=B\,\Delta \,A,\,}
{\displaystyle (A\,\Delta \,B)\,\Delta \,C=A\,\Delta \,(B\,\Delta \,C).\,}
Això últim permet dir que la diferència simètrica repetida és una operació en una bossa de conjunts que resulta en el conjunt dels elements que estan en un nombre senar de conjunts.
El conjunt buit és l'element neutre, i cada conjunt és el seu propi element invers:
{\displaystyle A{\mathbin {\Delta }}\varnothing =A,}
{\displaystyle A{\mathbin {\Delta }}A=\varnothing .}
El conjunt de les parts d'un conjunt X amb l'operació de diferència simètrica forma un grup abelià. Com que cada element d'aquest grup és el seu propi invers (té ordre dos), això és un espai vectorial sobre el cos finit de dos elements. Si X és finit, aleshores els singletons formen una base d'aquest espai vectorial, i la seva dimensió és igual al nombre d'elements de X. Aquesta construcció es fa servir en teoria de grafs.
La intersecció és distributiva sobre la diferència simètrica:
{\displaystyle A\cap (B{\mathbin {\Delta }}C)=(A\cap B){\mathbin {\Delta }}(A\cap C),}
i amb aquesta operació, el conjunt de les parts de X es converteix en un anell, amb la diferència simètrica com a suma i la intersecció com a multiplicació. Aquest és un exemple prototípic d'anell booleà.
La diferència simètrica pot ésser definida en tota àlgebra booleana, fent:
{\displaystyle x{\mathbin {\Delta }}y=(x\lor y)\land \lnot (x\land y)=(x\land \lnot y)\lor (y\land \lnot x)=x\oplus y.}
Aquesta operació té les mateixes propietats que la diferència simètrica de conjunts.

## Diferència simètrica denconjunts
Com abans, la diferència simètrica d'una col·lecció de conjunts conté els elements que estan presents en un nombre senar de conjunts de la col·lecció:
{\displaystyle \bigtriangleup M=\left\{a\in \bigcup M:\operatorname {card} \{A\in M:a\in A\}\ {\acute {\text{e}}}{\text{s senar}}\right\}}.
Evidentment, això està ben definit només quan cada element de la unió {\displaystyle \bigcup M} ve de la contribució d'un nombre finit d'elements de M.